# Gisela Stuart

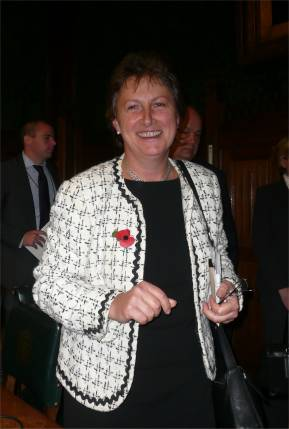
Gisela Stuart (2008)

Gisela Stuart, Baroness Stuart of Edgbaston PC (geborene Gschaider, * 26. November 1955 in Velden) ist eine aus Deutschland stammende britische Politikerin der Labour Party.

## Leben
Gisela Gschaider wurde 1955 im niederbayerischen Velden geboren. Sie besuchte die Staatliche Realschule in Vilsbiburg, zog 1974 nach Großbritannien und studierte Betriebswirtschaftslehre an der polytechnischen Hochschule in Manchester und Jura an der Universität London. 1980 heiratete sie Robert Scott Stuart.
Sie hat zwei Kinder und ist römisch-katholischer Konfession. Ihre Ehe mit Robert Scott Stuart wurde im Jahr 2000 geschieden. 2010 heiratete sie Derek Scott, der früher Wirtschaftsberater von Tony Blair gewesen war. Ihr Mann starb am 31. Juli 2012.

## Politische Laufbahn und Positionen
Bei der Unterhauswahl 1997 gewann sie den Sitz für Birmingham-Edgbaston, der mehr als siebzig Jahre von der Konservativen Partei gehalten worden war, und verteidigte ihr Mandat 2001, 2005, 2010 und 2015.
Von 1999 bis 2001 war Stuart Parlamentarische Staatssekretärin im Gesundheitsministerium. Danach war sie Mitglied im Präsidium des Europäischen Verfassungskonvents, der 2002/2003 einen Verfassungsentwurf für die Europäische Union ausarbeitete.
Stuart gehört zum rechten Flügel der Labour Party. Sie unterstützte Tony Blairs Entscheidung für den Irakkrieg und befürwortete die Wiederwahl von US-Präsident George W. Bush. Sie sagte im Oktober 2004, beim Sieg des demokratischen Kandidaten John Kerry würden jene Kräfte jubeln, die die liberalen Demokratien zerstören wollten. Damit meinte Stuart Terroristen und Selbstmordattentäter. Stuart unterzeichnete die Grundsätze der Henry Jackson Society, die eine weltweite Ausbreitung der liberalen Demokratie und die Bereithaltung massiver Streitkräfte für den weltweiten Einsatz befürwortet.
Im Zuge der griechischen Staatsschuldenkrise empfahl Stuart den Austritt Deutschlands aus der Eurozone. In einem Interview mit der BBC am 29. Oktober 2012 sprach sie sich für den EU-Austritt des Vereinigten Königreichs („Brexit“) aus. Sie glaube nicht an einen Erfolg des Versuchs von Premierminister David Cameron, die Bedingungen der britischen Mitgliedschaft in der EU neu auszuhandeln, da er seinen Verhandlungspartnern nichts anzubieten habe.
Stuart war Vorsitzende der 2015 gegründeten Kampagnenorganisation „Vote Leave“, die den Brexit anstrebte und zu deren Schlüsselfiguren Boris Johnson gehört,  bzw. deren 2016 gegründeten Nachfolgerin „Change Britain“.
Bei der vorgezogenen Parlamentswahl im Juni 2017 trat Stuart nicht mehr an.
Im November 2019 ermutigte sie Labourwähler, bei der Unterhauswahl 2019 die Konservativen um Boris Johnson zu wählen. Die Labour Party sei unter Jeremy Corbyn derart drastisch verändert worden, dass sie zwischen der Loyalität zur eigenen Partei und dem Wohl des Landes zerrissen sei.
Am 7. September 2020 wurde sie als Baroness Stuart of Edgbaston, of Edgbaston in the City of Birmingham, zur Life Peeress erhoben und ist dadurch seither Mitglied des House of Lords.